# Ринд (мифология)
Ринд (др.-сканд. Rindr, лат. Rinda) — женский персонаж в германо-скандинавской мифологии, описываемый как ётун, богиня или принцесса с востока. Она была оплодотворена Одином и родила ему Вали.